# Stazione di Sant'Ilario d'Enza
La stazione di Sant'Ilario d'Enza è una stazione ferroviaria posta sulla linea Milano-Bologna, a servizio dell'omonimo comune.

## Storia
La stazione venne attivata nel 1859, all'attivazione della tratta da Piacenza a Bologna.

## Movimento
La stazione è servita da treni regionali svolti da Trenitalia Tper nell'ambito del contratto di servizio stipulato con la Regione Emilia-Romagna.
A novembre 2019, la stazione risultava frequentata da un traffico giornaliero medio di circa 955 persone (469 saliti + 486 discesi).

## Servizi
La stazione è classificata da RFI nella categoria bronze.